# گابریل پییرنه
هانری کنستان گابریل پییِرنه (به فرانسوی: Henri Constant Gabriel Pierné) آهنگساز، رهبر ارکستر و نوازنده ارگ فرانسوی بود.

## زندگی
هانری کنستان گابریل پییرنه در ۱۶ اوت ۱۸۶۳ در متز زاده شد. پدرش خواننده و مادرش نوازنده پیانو بودند، و به این ترتیب بود که مادر و پدرش اولین درسهای موسیقی را به او آموختند خود. پس از جنگ فرانسه و پروس در سال ۱۸۷۰، شهرستان متز ضمیمه خاک آلمان شد و خانواده به ناچار به پاریس نقل مکان کردند. در پاریس گابریل پییرنه وارد کنسرواتوار پاریس شد، و آموختن نوازندگی ارگ، هارمونی و آهنگسازی را در آنجا پی گرفت.
او در شانزده سالگی برنده جایزه اول نوازندگی ارگ، در هفده سالگی برنده جایزه اول آهنگسازی، در هجده سالگی برنده جایزه اول کنترپوان (و همچنین جایزه دوم برای ارگ) شد.

پییرنه پس از سه سال اقامت در رم به پاریس بازگشت. در سال ۱۸۹۰ با یکی از هنرجویانش ازدواج کرد و به سمت نوازنده ارگ در سنت کلوتیلد منصوب شد.
هانری کنستان گابریل پییرنه در ۱۷ ژوئیه ۱۹۳۷ در پلوژان از دنیا رفت.

## برخی از آثار
- باله «نقشها»
- اپرای «سوفی ارنو»
- سرناد برای سازهای زهی
- گالیور در سرزمین لیلی‌پوت
- فانتزی باسک برای هارپ و ارکستر